# Michel Serrault
Michel Serrault (Brunoy, 24 gennaio 1928 – Honfleur, 29 luglio 2007) è stato un attore francese.
Attore di cabaret e di teatro di prosa, è passato al cinema, giungendo al successo internazionale con la trilogia del Vizietto (1978, 1980, 1985), vincendo un Premio César (l'Oscar francese) e un David di Donatello.

## Biografia
Era figlio di Robert Serrault, di giorno commerciante di seta ma di notte maschera del teatro Ambigu-Comique, e di Adeline Foulon. Inizialmente intenzionato a farsi prete, trascorse alcuni mesi in seminario ma successivamente entrò a far parte di una compagnia di cabaret, per poi passare alla compagnia teatrale di Robert Dhery. Durante la prima fase della sua carriera, Serrault alternò il teatro a commedie di successo, tra le quali La bella americana (1961), a film comici spesso in coppia con Jean Poiret.

Serrault nel film Il vizietto II (1980)

Stimato interprete teatrale, raggiunse la fama internazionale con il ruolo di Zazà Napoli, artista en travesti in coppia con Ugo Tognazzi nella commedia Il vizietto (1978), che in precedenza aveva interpretato con altrettanto successo sui palcoscenici e che gli fece guadagnare il premio César per il migliore attore.
Capace di straordinarie finezze psicologiche nel tratteggiare figure nevrotiche, ossessive e grottesche, all'inizio degli anni ottanta Serrault interpretò una serie di ruoli drammatici dalle molteplici sfumature, come Sorvegliate il vedovo (1980), Guardato a vista (1981) di Claude Miller (che gli valse un altro premio César) e I fantasmi del cappellaio (1983) di Claude Chabrol. Fu molto attivo nell'ultima parte della sua carriera, interpretando tra gli altri i film Il miracolo (1987) e Bonsoir (1994) di Jean-Pierre Mocky (regista indipendente con cui ebbe una fruttuosa collaborazione artistica), Docteur Petiot (1990) di Christian de Chalonge, Nelly e Mr. Arnaud (1994) di Claude Sautet, Rien ne va plus (1997), ancora di Chabrol, oltre che il controverso Assassin(s) (1997) di Mathieu Kassovitz e Artemisia - Passione estrema (1997) di Agnès Merlet.
In Italia lavorò con Luigi Comencini in Buon Natale... buon anno (1989) e con Renzo Martinelli in Vajont (2001).
Morì nella sua casa di Honfleur il 29 luglio 2007, all'età di 79 anni, a causa di una policondrite ricorrente. Il suo funerale si svolse il 2 agosto 2007 nella chiesa di Sainte-Catherine a Honfleur. Inizialmente venne sepolto nel cimitero di Sainte-Catherine a Honfleur, ma nel 2009 fu tumulato a Neuilly-sur-Seine.

## Vita privata
Michel Serrault incontrò Juanita Saint-Peyron, detta Nita, al Théâtre Maubel di Parigi, mentre prendeva lezioni di recitazione. La sposò il 27 gennaio 1958, avendo come testimoni Jean Poiret e Françoise Dorin. La coppia ebbe due figli: Caroline (1958-1977), morta in un incidente stradale all'età di diciannove anni, e Nathalie (1962). Juanita è deceduta il 15 novembre 2008.

## Filmografia

### Cinema
- Ah! Les belles bacchantes, regia di Jean Loubignac (1954)
- I diabolici (Les Diaboliques), regia di Henri-Georges Clouzot (1955)
- Mademoiselle Pigalle (Cette sacrée gamine), regia di Michel Boisrond (1956)
- La vie est belle, regia di Roger Pierre e Jean-Marc Thibault (1956)
- La Terreur des dames, regia di Jean Boyer (1956)
- Ça aussi c'est Paris, regia di Maurice Cloche (1956)
- Assassins et voleurs, regia di Sacha Guitry (1956)
- Adorables démons, regia di Maurice Cloche (1957)
- Le naïf aux 40 enfants, regia di Philippe Agostini (1957)
- Musée Grévin, regia di Jacques Demy (1958)
- Clara et les méchants, regia di Raoul André (1958)
- Nina, regia di Jean Boyer (1959)
- Il giovane leone (Oh! Qué mambo), regia di John Berry (1959)
- Messieurs les ronds de cuir, regia di Henri Diamant-Berger (1959)
- Vous n'avez rien à déclarer?, regia di Clément Duhour (1959)
- La francese e l'amore (La Française et l'amour), episodio Il divorzio, regia di Christian-Jaque (1960)
- Candido o l'ottimismo nel XX secolo (Candide ou l'optimisme au XXe siècle), regia di Norbert Carbonnaux (1960)
- Ma femme est une panthère, regia di Raymond Bailly (1961)
- La bella americana (La Belle Américaine), regia di Robert Dhéry e Pierre Tchernia (1961)
- La gamberge, regia di Norbert Carbonnaux (1962)
- Il riposo del guerriero (Le Repos du guerrier), regia di Roger Vadim (1962)
- La moglie addosso (Comment réussir en amour), regia di Michel Boisrond (1962)
- Un clair de lune à Maubeuge, regia di Jean Chérasse (1962)
- Le quattro verità (Les quatre vérités), episodio "Il corvo e la volpe", regia di Hervé Bromberger (1962)
- Io... 2 ville e 4 scocciatori (Nous irons à Deauville), regia di Francis Rigaud (1962)
- Clémentine chérie, regia di Pierre Chevalier (1963)
- Tre morti per Giulio (Carambolages), regia di Marcel Bluwal (1963)
- Pierino la peste (Bébert et l'omnibus), regia di Yves Robert (1963)
- Comment trouvez-vous ma soeur?, regia di Michel Boisrond (1964)
- 7-9-18 da Parigi un cadavere per Rocky (Des Pissenlits par la racine), regia di Georges Lautner (1964)
- Les Durs à cuire ou Comment supprimer son prochain sans perdre l'appétit, regia di Jacques Pinoteau (1964)
- Caccia al maschio (La Chasse à l'homme), regia di Édouard Molinaro (1964)
- Jaloux comme un tigre, regia di Darry Cowl (1964)
- Le petit monstre, regia di Jean-Paul Sassy (1965)
- Quand passent les faisans, regia di Édouard Molinaro (1965)
- Les enquiquineurs, regia di Roland Quignon (1965)
- Les baratineurs, regia di Francis Rigaud (1965)
- La bonne occase, regia di Michel Drach (1965)
- Jacqueline e gli uomini (Moi et les hommes de 40 ans), regia di Jacques Pinoteau (1965)
- Colpo grosso a Parigi (Cent briques et des tuiles), regia di Pierre Grimblat (1965)
- Racconti a due piazze (Le lit à deux places), episodio "Lo straniero di passaggio", regia di François Dupont-Midi (1965)
- La tête du client, regia di Jacques Poitrenaud (1965)
- Imbrogli d'amore, regia di Jean-Claude Roy, episodio del film La fabbrica dei soldi (Les combinards) (1966)
- Le caïd de Champignol, regia di Jean Bastia (1966)
- Tutti pazzi meno io (Le Roi de coeur), regia di Philippe de Broca (1966)
- Le Grand bidule, regia di Raoul André (1967)
- Ces messieurs de la famille, regia di Raoul André (1967)
- Le fou du labo IV, regia di Jacques Besnard (1967)
- Come cambiar moglie (Les Compagnons de la marguerite), regia di Jean-Pierre Mocky (1967)
- Due killers in fuga (Du mou dans la gâchette), regia di Louis Grospierre (1967)
- Quella carogna di Frank Mitraglia (À tout casser), regia di John Berry (1967)
- Un merveilleux parfum d'oseille, regia di Rinaldo Bassi (1969)
- Appelez-moi Mathilde, regia di Pierre Mondy (1969)
- Le cri du cormoran, le soir au-dessus des jonques, regia di Michel Audiard (1970)
- Ces messieurs de la gâchette, regia di Raoul André (1970)
- La liberté en croupe, regia di Édouard Molinaro (1970)
- Qu'est-ce qui fait courir les crocodiles?, regia di Jacques Poitrenaud (1971)
- Il vitalizio (Le Viager), regia di Pierre Tchernia (1972)
- Questo nostro simpatico mondo di pazzi (Tout le monde il est beau, tout le monde il est gentil), regia di Jean Yanne (1972)
- La sedia a rotelle (Un Meurtre est un meurtre), regia di Étienne Périer (1972)
- Dacci oggi i nostri soldi quotidiani (Moi y'en a vouloir des sous), regia di Jean Yanne (1972)
- Anche i gangster mangiano lenticchie (La Belle affaire), regia di Jacques Besnard (1973)
- Cinque matti al supermercato (Le Grand bazar), regia di Claude Zidi (1973)
- Cari amici miei... (Les Gaspards), regia di Pierre Tchernia (1974)
- I cinesi a Parigi (Les Chinois à Paris), regia di Jean Yanne (1974)
- Cadavere di troppo (...la main à couper), regia di Étienne Périer (1974)
- Le gueule de l'emploi, regia di Jacques Rouland (1974)
- Un lenzuolo non ha tasche (Un Linceul n'a pas de poches), regia di Jean-Pierre Mocky (1974)
- C'est pas parce qu'on a rien à dire qu'il faut fermer sa gueule..., regia di Jacques Besnard (1975)
- L'ibis rouge, regia di Jean-Pierre Mocky (1975)
- La 7 compagnia ha perso la guerra (Opération Lady Marlène), regia di Robert Lamoureux (1975)
- La situation est grave... mais pas désespérée, regia di Jacques Besnard (1976)
- Le roi des bricoleurs, regia di Jean-Pierre Mocky (1977)
- L'avventura galante di Garù-Garù (Le passe-muraille), regia di Pierre Tchernia (1977) - film TV
- Preparate i fazzoletti (Préparez vos mouchoirs), regia di Bertrand Blier (1977)
- I soldi degli altri (L'Argent des autres), regia di Christian de Chalonge (1978)
- Il vizietto (La Cage aux folles), regia di Édouard Molinaro (1978)
- Interno familiare (L'esprit de famille), regia di Jean-Pierre Blanc (1979)
- L'associé, regia di René Gainville (1979)
- Il vizietto dell'onorevole (La Gueule de l'autre), regia di Pierre Tchernia (1979)
- Buffet freddo (Buffet froid), regia di Bertrand Blier (1979)
- Sorvegliate il vedovo (Pile ou face), regia di Robert Enrico (1980)
- Il lupo e l'agnello, regia di Francesco Massaro (1980)
- Il vizietto II (La Cage aux folles II), regia di Edouard Molinaro (1980)
- Malevil, regia di Christian de Chalonge (1981)
- Guardato a vista (Garde à vue), regia di Claude Miller (1981)
- Nestor Burma, détective de choc, regia di Jean-Luc Miesch (1982)
- I fantasmi del cappellaio (Les Fantômes du chapelier), regia di Claude Chabrol (1982)
- I quarantesimi ruggenti (Les quarantièmes rugissants), regia di Christian de Chalonge (1982)
- Due ore meno un quarto avanti Cristo (Deux heures moins le quart avant Jésus-Christ), regia di Jean Yanne (1982)
- Mia dolce assassina (Mortelle randonnée), regia di Claude Miller (1983)
- Scandalo a palazzo (Le Bon plaisir), regia di Francis Girod (1984)
- À mort l'arbitre, regia di Jean-Pierre Mocky (1984)
- Dagobert (Le bon roi Dagobert), regia di Dino Risi (1984)
- La vera storia della rivoluzione francese (Liberté, égalité, choucroute), regia di Jean Yanne (1985)
- Les rois du gag, regia di Claude Zidi (1985)
- Shocking Love (On ne meurt que 2 fois), regia di Jacques Deray (1985)
- Matrimonio con vizietto (Il vizietto III) (La Cage aux folles III - 'Elles' se marient), regia di Georges Lautner (1985)
- Mon beau-frère a tué ma soeur, regia di Jacques Rouffio (1986)
- Il miracolo (Le Miraculé), regia di Jean-Pierre Mocky (1987)
- Ennemis intimes, regia di Denis Amar (1987)
- En toute innocence, regia di Alain Jessua (1988)
- Bonjour l'angoisse, regia di Pierre Tchernia (1988)
- Ne réveillez pas un flic qui dort, regia di José Pinheiro (1988)
- Comédie d'amour, regia di Jean-Pierre Rawson (1989)
- Buon Natale... buon anno, regia di Luigi Comencini (1989)
- Docteur Petiot, regia di Christian de Chalonge (1990)
- La vieille qui marchait dans la mer, regia di Laurent Heynemann (1991)
- Ville à vendre, regia di Jean-Pierre Mocky (1992)
- Room Service, regia di Georges Lautner (1992)
- Vieille canaille, regia di Gérard Jourd'hui (1992)
- Bonsoir, regia di Jean-Pierre Mocky (1994)
- Nelly e Monsieur Arnaud (Nelly et Mr. Arnaud), regia di Claude Sautet (1995)
- La felicità è dietro l'angolo (Le Bonheur est dans le pré), regia di Étienne Chatiliez (1995)
- L'insolente (Beaumarchais, l'insolent), regia di Édouard Molinaro (1996)
- Assassin(s), regia di Mathieu Kassovitz (1997)
- Artemisia - Passione estrema (Artemisia), regia di Agnès Merlet (1997)
- Rien ne va plus, regia di Claude Chabrol (1997)
- Le comédien, regia di Christian de Chalonge (1997)
- I ragazzi del Marais (Les enfants du Marais), regia di Jean Becker (1999)
- Le monde de Marty, regia di Denis Bardiau (2000)
- Actors (Les acteurs), regia di Bertrand Blier (2000)
- Le Libertin, regia di Gabriel Aghion (2000)
- Belfagor, il fantasma del Louvre (Belphégor - Le fantôme du Louvre), regia di Jean-Paul Salomé (2001)
- Una rondine fa primavera (Une hirondelle a fait le printemps), regia di Christian Carion (2001)
- Vajont, regia di Renzo Martinelli (2001)
- 24 ore nella vita di una donna (24 heures de la vie d'une femme), regia di Laurent Bouhnik (2002)
- Il miracolo della farfalla (Le Papillon), regia di Philippe Muyl (2002)
- Le furet, regia di Jean-Pierre Mocky (2003)
- Albert est méchant, regia di Hervé Palud (2004)
- Ne quittez pas!, solo voce, regia di Arthur Joffé (2004)
- Joyeux Noël - Una verità dimenticata dalla storia (Joyeux Noël), regia di Christian Carion (2005)
- Grabuge!, regia di Jean-Pierre Mocky (2005)
- Les Enfants du pays, regia di Pierre Javaux (2006)
- Antonio Vivaldi, un prince à Venise, regia di Jean-Louis Guillermou (2006)
- Le bénévole, regia di Jean-Pierre Mocky (2006)
- Pars vite et reviens tard, regia di Régis Wargnier (2007)

## Riconoscimenti
- David di Donatello
  - 1979 – Miglior attore straniero per Il vizietto
  - 1996 – Candidatura al miglior attore straniero per Nelly e Mr. Arnaud
- Premio César
  - 1979 – Candidatura al miglior attore non protagonista per I soldi degli altri
  - 1979 – Miglior attore per Il vizietto
  - 1981 – Miglior attore per Guardato a vista
  - 1981 – Candidatura al miglior attore per Il vizietto II
  - 1984 – Candidatura al miglior attore per Mia dolce assassina
  - 1986 – Candidatura al miglior attore per Shocking love
  - 1991 – Candidatura al miglior attore per Docteur Petiot
  - 1996 – Miglior attore per Nelly e Mr. Arnaud
- Premio Lumière
  - 1996 – Miglior attore per Nelly & Monsieur Arnaud
  - 1998 – Miglior attore per Rien ne va plus
- Sant Jordi Awards
  - 1980 – Candidatura al miglior attore in un film straniero per Il vizietto
- EuropaCinema
  - 1991 – Miglior attore per Docteur Petiot
- Festival di Taormina
  - 2006 – Candidatura all'arancio d'oro alla carriera

## Doppiatori italiani
- Oreste Lionello in Pierino la peste, Il vizietto, Il lupo e l'agnello, Il vizietto II, Dagobert, Matrimonio con vizietto (Il vizietto III), Buon Natale... buon anno
- Elio Pandolfi in I quarantesimi ruggenti, Una rondine fa primavera, Rien ne va plus
- Manlio De Angelis in Guardato a vista, Joyeux Noël - Una verità dimenticata dalla storia
- Riccardo Cucciolla in Nelly e Mr. Arnaud, Artemisia - Passione estrema
- Sergio Graziani in I fantasmi del cappellaio
- Gualtiero De Angelis in I diabolici
- Gianfranco Bellini in Colpo grosso a Parigi
- Pino Locchi in Racconti a due piazze
- Sergio Tedesco in Cinque matti al supermercato
- Dante Biagioni in I ragazzi del Marais
- Gianni Musy in Belfagor - Il fantasma del Louvre
- Cesare Barbetti in Vajont